# 육군사관학교 종합체육관

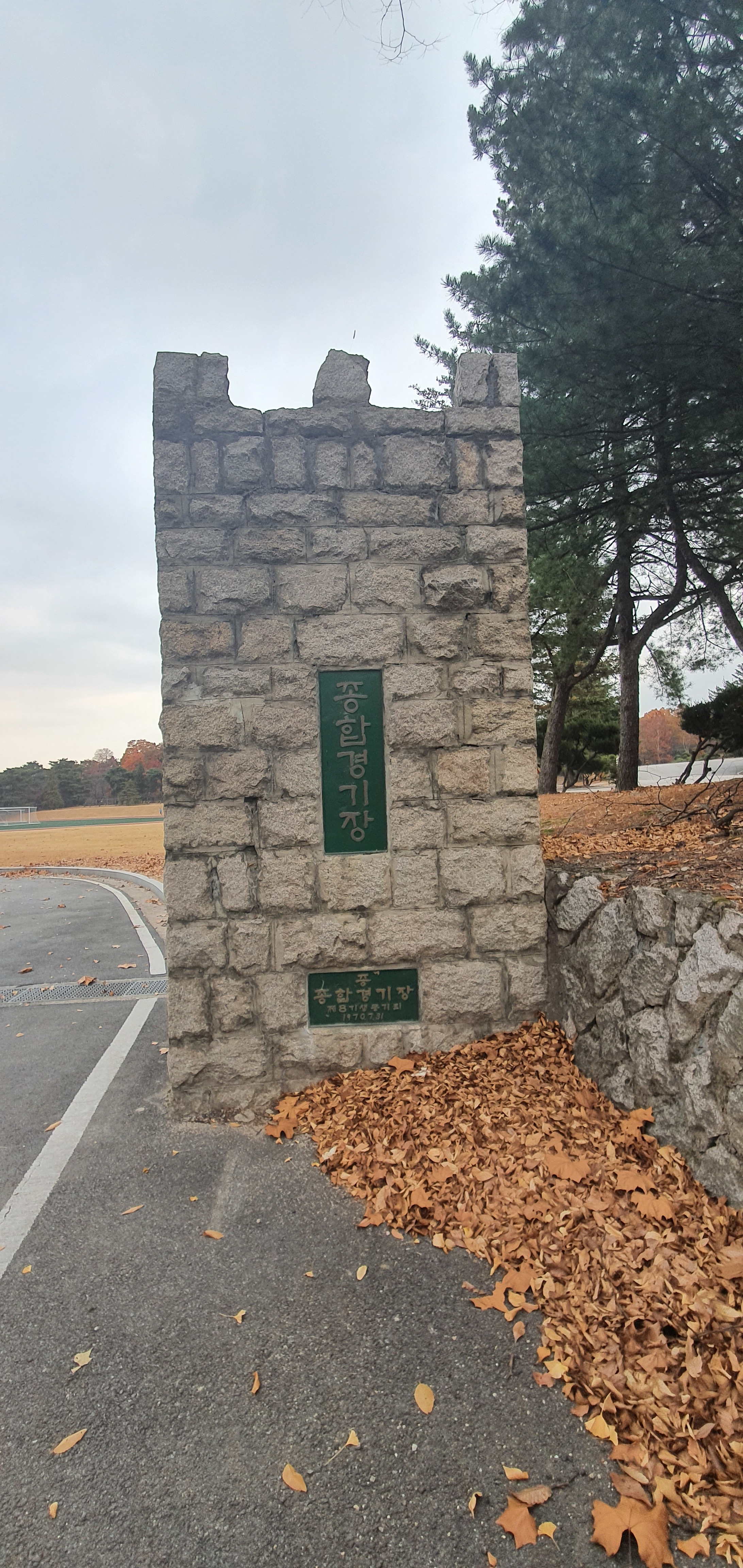
육군사관학교 종합체육관

육군사관학교 종합체육관(陸軍士官學校 綜合體育館, Korea Military Academy Sports Complex)은 육군사관학교에 위치한 종합체육관이다.

## 역사
육군사관학교 종합체육관은 기존의 종합경기장과 럭비장을 통합하여 4계절 동안 기상 여건에 상관없이 생도들이 체력을 단련할 수 있도록 총 32.1억원의 예산을 들여 2013년 4월 26일에 준공하였다. 국제규격에 맞춰 인조잔디 축구장, 폴리우레탄 육상트랙, 멀리뛰기장을 준공하였으며 야간에도 활용이 가능하도록 조명탑을 설치하였다. 관람객 편이를 위해 조립식 사열대 및 관람대가 배치되어 있다. 종합경기장 옆으로는 최근 대대급 이상 부대에서 풋살장을 설치하여 장병들의 체력단련을 활성화함에 따라 2015년 7월에는 약 1억 5천만원을 들여 생도 전용 풋살장을 설치하였다.

## 규격

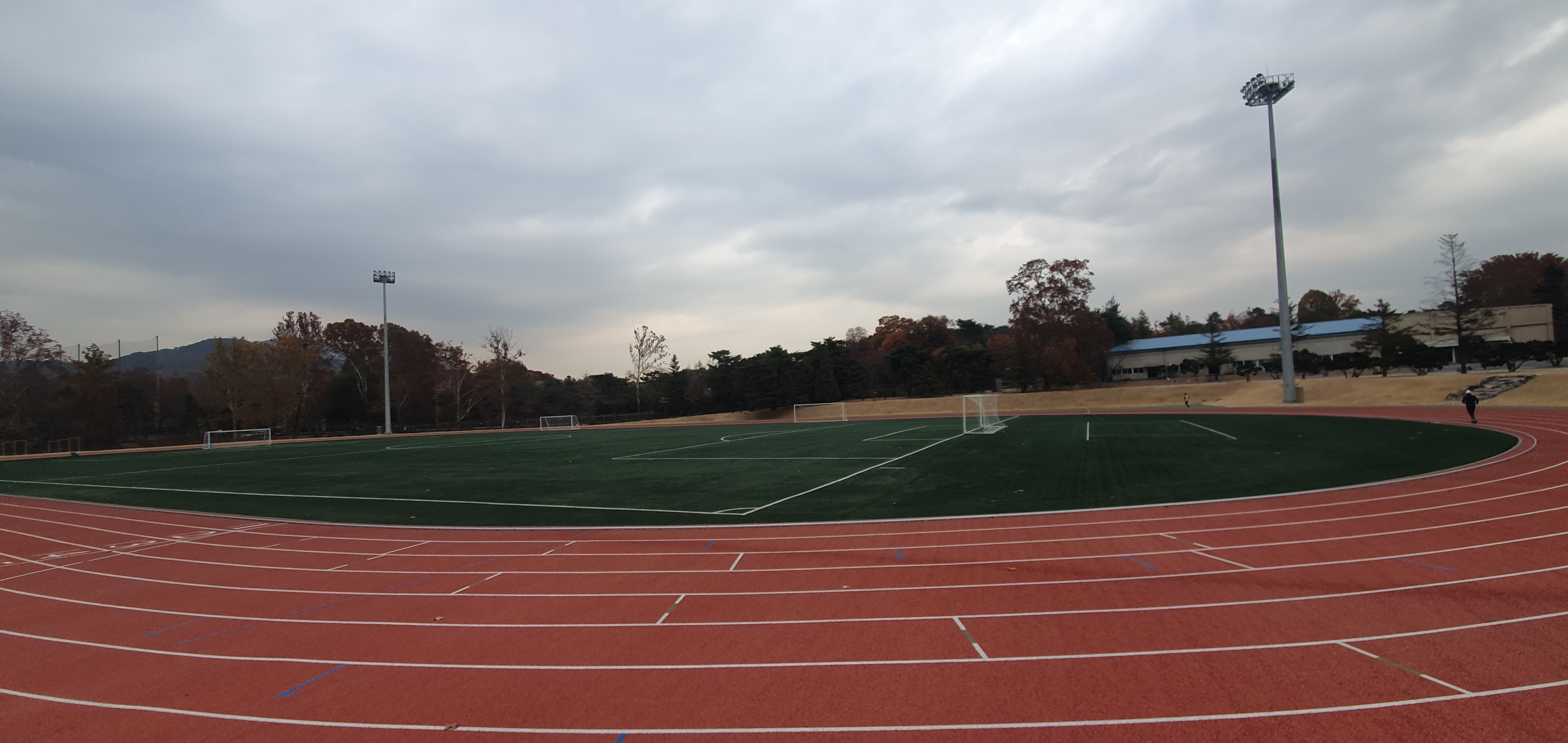
육군사관학교 종합 체육관

### 축구 경기장
육군사관학교 축구 경기장은 인조잔디 경기장으로 국제규격에 맞춰 길이 104m, 폭 70m로 만들어졌다.

육상트렉

### 육상트랙
육군사관학교 종합체육관의 트렉은 폴리우레탄 재질로 만들어 졌으며 정규 트랙 규격과 동일한 규격으로 만들어졌다. 레인간의 폭은 42인치이고 가장 각각 레인의 길이는 안쪽 순서대로 400m, 407m, 415m, 422m, 430m, 438m, 446m, 454m이다.  

### 풋살장
육군사관학교 풋살장도 축구 경기장과 마찬가지로 인조잔디 경기장이고 국제규격에 맞춰 길이 40m, 너비 22m로 만들어졌다.

## 주요활동

### 1학년 기초체력단련(1학기)
1학년 기초체력단련은 1학년을 대상으로 실시되는 체육 프로그램으로, 주 2회 체육학처 통제 하 근력 및 근지구력, 유산소지구력, 기동력 향상 프로그램을 진행한다.(2학기 자율체력단련 시행)

### 자율체력단련
자율체력단련은 2, 3, 4학년을 대상으로 주 3회 유산소지구력, 근력, 근지구력 및 전투체력 단련 등을 개인이 자율적으로 시행한다.

### 맞춤형체력단련
맞춤형체력단련은 훈육요원이 선정한 체력관리 대상자 및 체력검정 불합격자를 대상으로 주 2회 개인, 종목별 전담교수에 의한 맞춤형 체력단련을 시행하는 프로그램이다. 또한 재활과정이 필요한 환자 역시 주 2회 운동재활 전담교수에 의한 개인 부상 수준과 특성을 고려한 재활운동 프로그램을 진행한다.

### 휴일 프로그램
휴일 프로그램은 생도들의 생산적이고 보람된 휴일시간 활용을 통해 올바른 가치관을 정립하고, 참다운 정예장교로 성장할 수 있도록 다양한 대내외 활동으로 구성한 휴일 프로그램을 운영하고 있다. 대내활동은 학교의 다양한 인적자원과 시설을 적극 활용하여 개인 또는 소그룹형(동아리) 활동을 실시하며 대표적인 체육활동에는 골프, 수영, 테니스, 복싱, 운동재활교육 등이 있다.

### 정규 체육교육
정규 체육교육은 "신체를 통한 교육", "신체를 위한 교육"이라는 슬로건 아래 야전 요구에 부합한 체육교과목 개설 및 관리하는 프로그램으로 1대대는 월요일, 2대대는 화요일날 진행한다. 정규 체육교육 프로그램에는 체력관리 과목인 웨이트 트레이닝, 유산소 트레이닝, 군 체력관리론, 전투체력관리 격투관련 과목인 태권도, 권투, 격투술 스포츠 과목인 축구, 농구, 테니스, 테니스, 배드민턴, 족구, 수영이 있다.

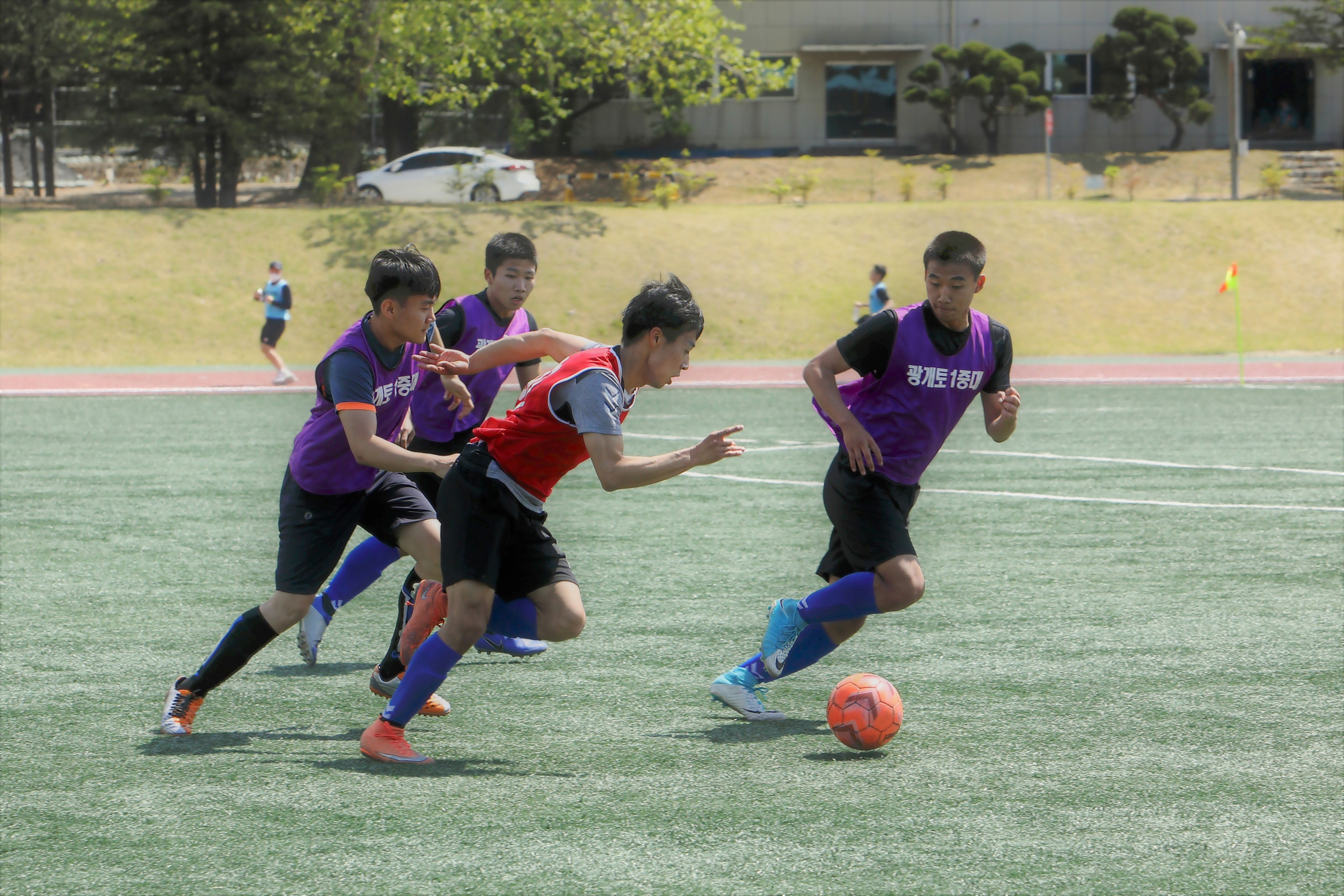
경쟁스포츠 L&T

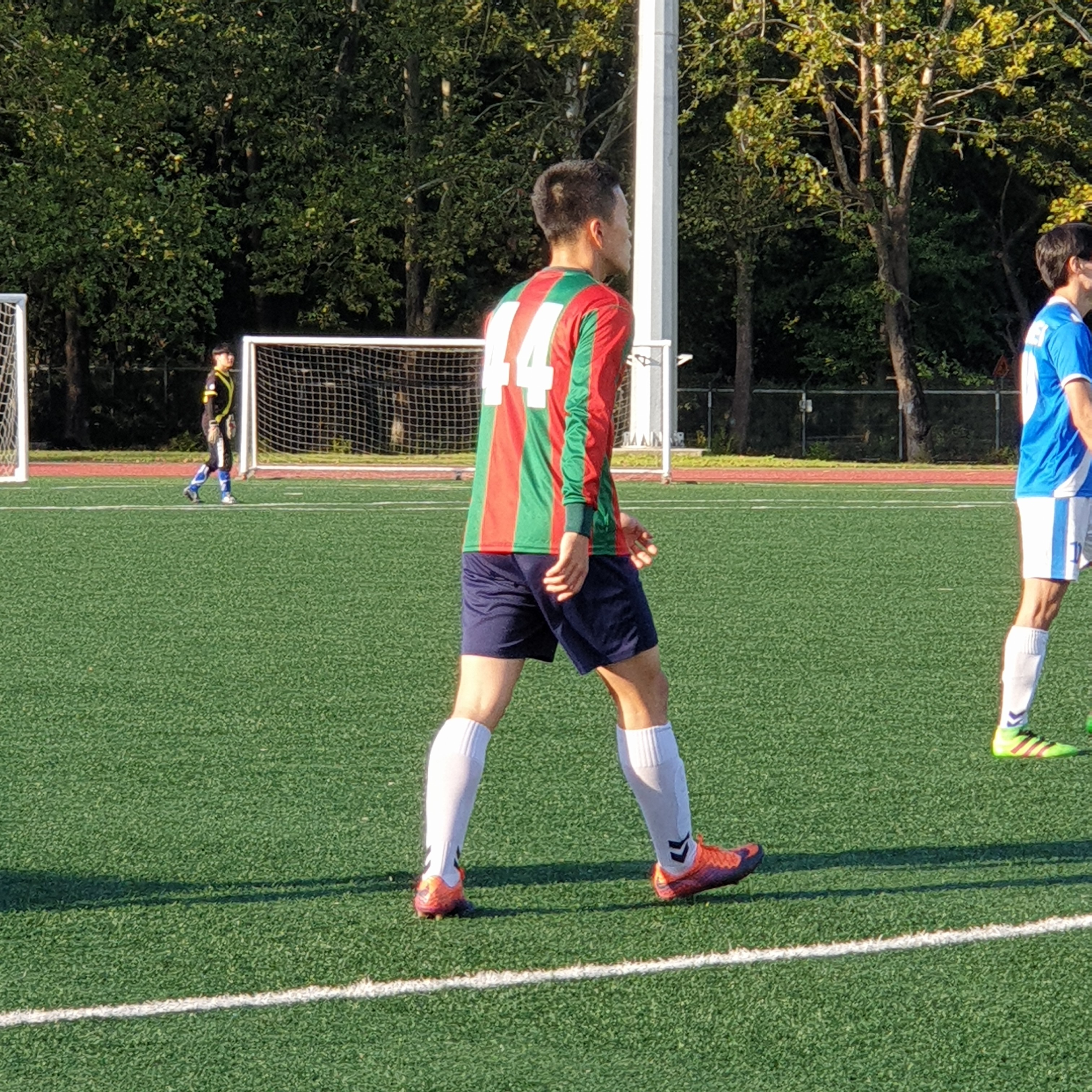
문화체육활동

### 경쟁스포츠L&T
경쟁스포츠 L&T(Learning & Teaching)는 생도들로 하여금 경쟁스포츠를 통해 스포츠 소양을 가지도록 하고, 강인한 팀워크를 배양하는 기회를 제공하 기 위해 운용하고 있다. 중대별 대항전을 통해 생도간의 단결을 도모하고, 정예장교로써 갖추어야 할 품성, 팀워크, 리더십 및 팔로워십을 개발한다. 매주 목요일 오후에 축구 등 9개 종목으로 L&T 및 중대대항 스포츠 리그전으로 진행된다. 모든 생도는 1종목에 의무적으로 참여해야 한다.

### 문화체육활동
문화체육활동은 총 49개 부서중 26개의 부서가 체육위원회 부서로 편성되어 있다. 생도들은 종목별 국가대표급 강사진으로부터 전문적인 지도를 받고 있다. 체육위 원회에 편성되어 있는 종목은 다음과 같다. (태권도, 검도, 유도, 합기도, 축구, 테니스, 럭비, 핸드볼, 야구, 국궁, 농구, 족구, 골프, 배드민턴, 탁구, 풋살, 수영빙상, 승마, 트라이애슬론, 클라이밍, 웨이트, 복싱, 바둑) 문화체육활동은 대대에 구분없이 수요일에 진행된다.
| 체육분야 (26개 부서) | 권투부, 태권도부, 유도부, 합기도부, 검도부, 축구부, 럭비부, 바둑부, 야구부, 핸드볼부, 승마부, 탁구부, 수영부, 빙상부, 테니스부, 국궁부, 농구부, 배드민턴부, 골프부 웨이트부, 클라이밍부, 족주부, 주짓수부, 풀살부(남, 여), 트라이애슬론부 |
| -------------------- | --- |
| 학술분야 (9개 부서)  | 편집부, 영어회화부, 문예창작부, 드론부, 독서부, 리더십부, 군사학부, 기독교부, 불교부 |
| 예능분야 (14개 부서) | 미술부, 서예부, 사진부, 관현악부, 연극영화부, 그룹사운드부, 사물놀이부, 응원부, 공예부, 기타부, 피아노부, 차문화부, 방송홍보부, 댄스스포츠부                                                                                              |

### 전투체력단련
전투체력단련은 개인 및 부대원 체력관리 능력 구비를 목적으로 진행되는 체력관리 프로그램이다. 운동과학지식을 바탕으로 한 체력관리 지식, 기술, 능력강화를 목표로 하고 있다. 전투체력단련은 주 1회로  실시되며 1대대는 화요일 2대대는 월요일에 진행된다. 전투체력단련은 실시하는 장소가 5체련장인지 종합체육관인지에 따라서 다른 프로그램이 진행된다. 4개의 중대 중 한개의 중대는 5체련장을 이동하여 전투체력 평가를 실시한다. 이때 전투체력 평가 종목에는 레그턱, 240m 달리기, 전장순환이 있다. 종합체육관에서 진행되는 전투체력단련 프로그램은 평가보다는 체력증진에 초점을 맞춰서 진행된다. 기본적으로 준비운동을 마친 후 근력운동(푸쉬업, 싱글레그 데드리프트, Y스쿼트, 버피테스트, 다리교차 점프런지, 와이드 푸쉬업, 마운틴 클라이머, 플랭크), 윗몸 일으키기, 팔굽혀펴기, 1.5km 달리기 또는 5km 달리기 순서로 진행된다.

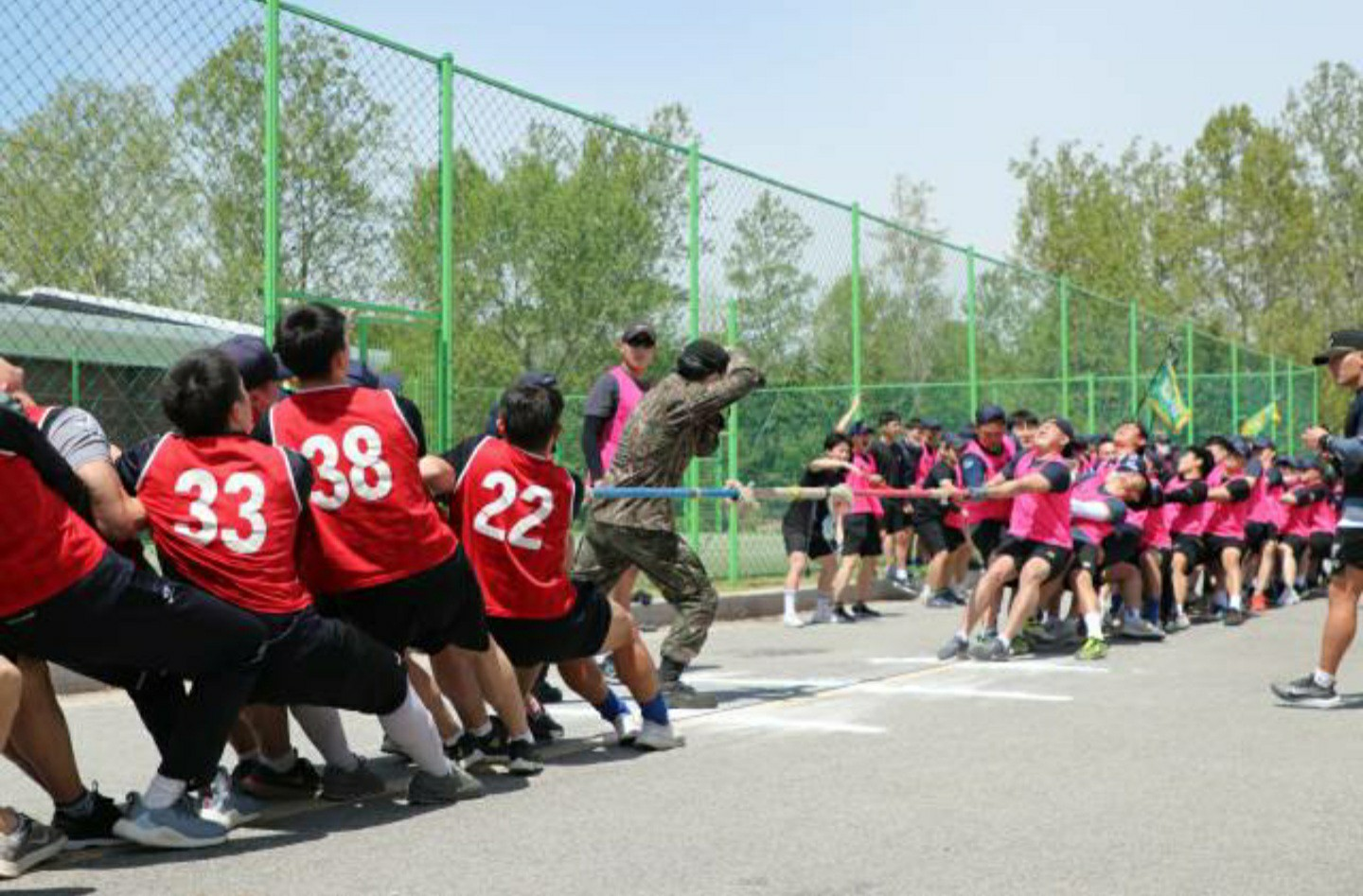
춘계 체육대회

| 구분 | 레그턱   | 전장 순환운동 | 240m 왕복달리기 |
| ---- | -------- | ------------- | --------------- |
| 특급 | 20회     | 2분 15초      | 1분 02초        |
| 1급  | 18회     | 2분 36초      | 1분 08초        |
| 2급  | 16회     | 2분 57초      | 1분 14초        |
| 3급  | 14회     | 3분 18초      | 1분 20초        |
| 4급  | 12회     | 3분 39초      | 1분 26초        |
| 5급  | 10회     | 4분 00초      | 1분 32초        |
| 6급  | 8회      | 4분 21초      | 1분 38초        |
| 7급  | 5회      | 4분 42초      | 1분 44초        |
| 8급  | 3회      | 5분 3초       | 1분 50초        |
| 9급  | 3회 미만 | 5분 3초 초과  | 1분 50초 초과   |

### 춘계 체육대회
춘계 체육대회는 5월 생도의 날 기간에 진행되는 프로그램으로 중대 대항전 형식으로 진행되는 체육대회이다. 춘계 체육대회 종목에는 계주, 줄다리기, 축구, 농구, 탁구 등이 있다. 생도들은 중대 대항전 형식으로 경기를 진행하고 모든 경기가 끝나면 종합 체육관에서 시상식을 하게 된다. 이때 각 종목의 결과를 점수로 환산하여 가장 많은 점수를 쌓은 중대가 춘계 체육대회 종합 우승 중대가 된다.

## 같이 보기
육군사관학교
축구장
문화체육활동

## 참고 문헌
- “육군사관학교요람” (PDF). 《육군사관학교》. 2020.11.06. 2020년 10월 30일에 원본 문서 (PDF)에서 보존된 문서. 2020년 11월 6일에 확인함.